# Richard Kimens
Richard Edward Kimens (ur. 10 października 1872 w Czarnominie, zm. 5 kwietnia 1950 w Morecambre w Wielkiej Brytanii) – brytyjski dyplomata, działający i zamieszkały w Warszawie. 

## Życiorys
Urodził się w rodzinie osiadłego w Polsce Brytyjczyka Richarda Kimens, dyrektora cukrowni w Czarnominie, Sobolówce i Sokołówce oraz Alojzy Perks, warszawianki. W dyplomacji działał również siostrzeniec Ryszarda Jerzy Ciechanowiecki - pierwszy sekretarz poselstwa RP w Budapeszcie. Nigdy się nie ożenił. W roku 1897 otrzymał nominację na funkcję wicekonsula delegacji brytyjskiej w Warszawie. Funkcję sprawował z przerwami. Walczył w szeregach wojsk brytyjskich w I WŚ. Był komisarzem Czerwonego Krzyża w St. Petersburgu. Od sierpnia 1918 roku do października 1919 roku pełnił tam funkcję wicekonsula. W 1918 wraz z pułkownikiem H.H. Wade'em towarzyszył Ignacemu Paderewskiemu w podróży do Polski. Był członkiem brytyjskiej delegacji na Konferencję Pokojową w Paryżu. W latach 20ch XX wieku sprawował funkcję Asystenta Komisarza Poselstwa Brytyjskiego w Warszawie. Ok roku 1920 został Radcą Handlowym Delegacji. Członek licznych stowarzyszeń i przedsięwzięć, m.in. Towarzystwa Opieki nad Zwierzętami, Towarzystwa Higienicznego, Izby Handlowej Angielskiej w Warszawie. 
Autor sprawozdań ze stanu polskiej gospodarki:
- Sprawozdanie za rok 1900
- Kimens Richard Edward. Report on the Industrial, Commercial and Economic Situation in Poland Dated March 1921. London, 1921. Print.
- Report on the Industrial, Commercial and Economic Situation in Poland: Dated February 1925
- Report on the Economic Situation in Poland 1927
- Economic Conditions in Poland: During the Year 1928
- Economic Conditions in Poland, 1929: Report
- Economic Conditions in Poland 1931 (1932). Print.

Po II WŚ pozostał w Wielkiej Brytanii, gdzie zmarł w 1950 roku.